# QF 17 pounder

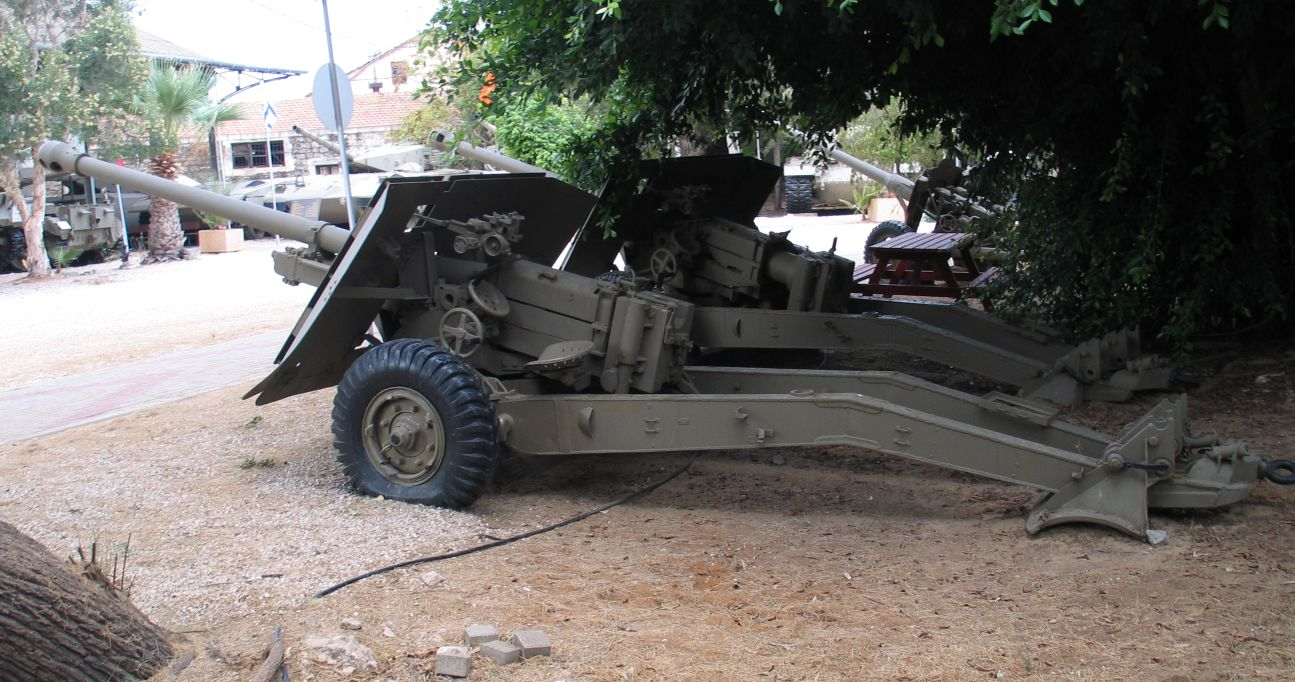
17-фунтовка, вид сбоку

17-фунтовка в бою в сентябре 1944 года

Ordnance QF 17-pounder (англ. Ordnance Quick Firing 17-pounder, или просто 17-фунтовка) — английская противотанковая пушка калибра 76.2 мм времён Второй мировой войны. Она использовалась как самостоятельно на колёсном лафете, так и для вооружения целого ряда английских танков и САУ.  С использованием бронебойного подкалиберного снаряда с отделяющимся поддоном она была способна пробить броню любого немецкого танка. В войсках после войны была заменена на 120-мм безоткатное противотанковое орудие L6 WOMBAT, для установки на танки на смену была принята 84-мм Ordnance QF 20 pounder.

## История создания
Ещё до принятия на вооружение 6-фунтовой (57-мм) противотанковой пушки британские специалисты предсказывали её грядущую неспособность к борьбе со всё увеличивающейся бронёй немецких танков. В конце 1940 года начались конструкторские работы по созданию замены 6-фунтовки, которые в основном были завершены к концу 1941 года. Первая производственная линия для производства новых пушек была готова к весне 1942 года. После появления на североафриканском театре военных действий новых тяжёлых немецких танков «Тигр» первая партия из 100 17-фунтовых орудий была быстро туда отправлена в сентябре 1942 года для противодействия этой новой угрозе. Спешка была настолько большой, что эти орудия были посланы в Африку ещё до разработки надлежащих для них лафетов. Поэтому их пришлось смонтировать на лафетах от 25-фунтовой гаубицы. Эта ранняя версия известна как 17/25-pounder под кодовым названием Pheasant. Впервые они были применены в бою в феврале 1943 года.
Полностью разработанные 17-фунтовки были запущены в серийное производство в 1943 году и были впервые использованы в боях в Италии. В 1944 году англичане начали использовать подкалиберный снаряд с отделяющимся поддоном, который развивал скорость 1204 м/с. Введение таких боеприпасов значительно увеличило бронепробиваемость пушки до 332 мм на дистанции 500 м при угле встречи 90°.
Изначально осколочно-фугасный снаряд, разработанный для 17-фунтовки, был недостаточно мощным. Недостаток мощности объяснялся тем, что из-за мощного метательного заряда в гильзе пришлось увеличить толщину стенок снаряда во избежание его разрушения от нагрузок при движении в канале ствола при выстреле. Как следствие, в снаряде уменьшилась масса взрывчатого вещества. Уменьшение метательного заряда в унитарном выстреле с осколочно-фугасным снарядом позволило сделать стенки снаряда более тонкими и разместить в нём больше взрывчатки.
17-фунтовая пушка была намного более тяжёлым и габаритным орудием чем её 6-фунтовая предшественница. Как следствие, она требовала тягача для своей транспортировки и не могла перекатываться силами расчёта на поле боя. Для буксировки на грунте со слабой несущей способностью использовался артиллерийский тягач на базе танка «Крусейдер» (Crusader ). Орудие использовалось только в танковых частях и подразделениях противотанковой артиллерии, пехоте оно по штату не полагалось.

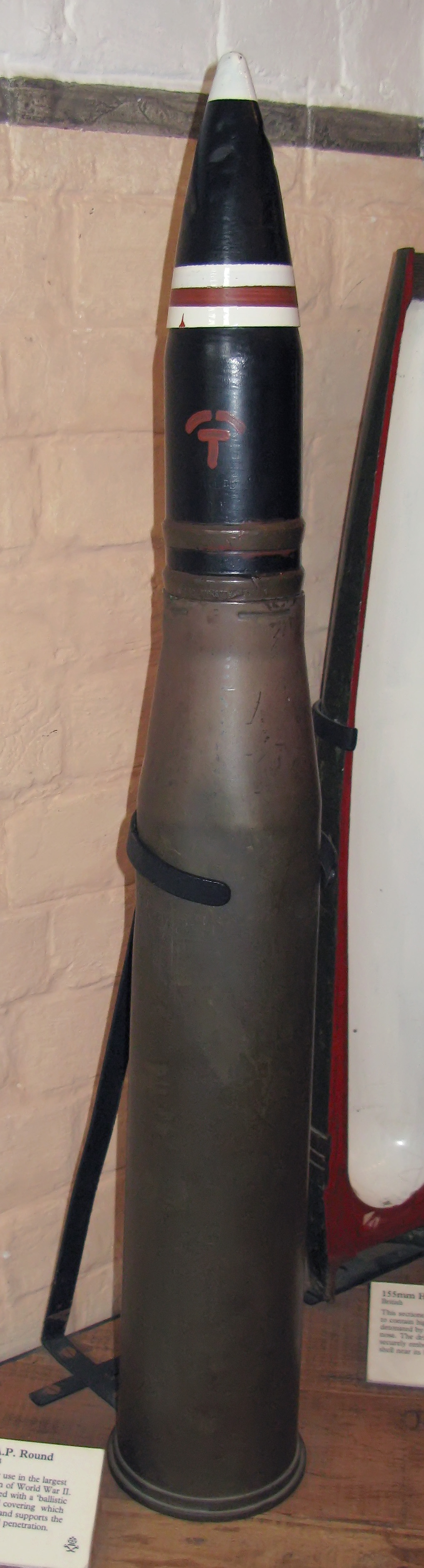
Артиллерийский выстрел 17-фунтовки

Пушка была быстро приспособлена для использования в качестве танкового орудия, превзойдя по своим качествам любую иную американскую или британскую танковую пушку. Первым её получили танки-истребители «Челленджер» поступавшие на вооружение разведподразделений английских (а также польских и канадских) танковых дивизий и чешской танковой бригады, а так же САУ «Эвенджер» созданной на этом же шасси. Пушка оказалась настолько удачной, что её легко удалось разместить в танке M4 «Шерман» вместо прежнего 75-мм орудия, эта его модификация в спешке была принята на вооружение к моменту высадки в Нормандии как «Шерман Файрфлай» (Sherman Firefly Шерман Светлячок). Англичане также переоборудовали массу своих противотанковых самоходок M10 «Wolverine», заменив американскую трёхдюймовую пушку на свою 17-фунтовую. Получившаяся машина получила название «Achilles» или просто «17-фунтовый М10». А также выпускали противотанковые САУ «Archer» (Лучник) на базе танка «Валентайн». В 1943 году была разработана модификация пушки специально для установки в башне танка - «77 mm HV» первым ею был оснащен танк «Комета».
Американская армия не использовала 17-фунтовую пушку, несмотря на предложение британской стороны о её поставках. Тем не менее, успех британских 17-фунтовок не прошёл незамеченным, американцы сделали по её образу длинноствольное 76-мм танковое орудие. Однако оно по своей бронепробиваемости уступало 17-фунтовке.
17-фунтовые пушки использовались в войне в Корее не только против танков, но и против укреплений.

## Варианты
- Mark I — основная серийная версия.
- Mark II — танковый вариант. Убраны детали для монтировки на лафете, дульный тормоз заменен противовесом. В марте 1944 года дульный тормоз был возвращён после введения бронебойного подкалиберного снаряда с отделяющимся поддоном. Mk.II использовалась на противотанковой самоходке Archer и среднем танке «Центурион».
- Mark III — адаптация для нужд десантных судов флота, в общих чертах схожа Mk.I, но с автоматическим механизмом заряжания. Не использовалась.
- Mark IV — ещё один вариант танковой пушки с горизонтальным расположением клина в затворе вместо вертикального для уменьшения занимаемого пушкой места. Устанавливалась на «Sherman IIC».
- Mark V — версия Mk IV с отличающейся монтировкой для замены американских трёхдюймовых пушек при переделке M10 «Wolverine» в «Ахиллес».
- Mark VI — версия Mk.IV с укороченным затвором.
- Mark VII — схоже с Mk.VI, но с видоизмененным затвором. Устанавливалась на «Sherman VC».
- 77 mm HV — так как затвор 17-фунтовки был относительно длинным и не позволял оснастить пушкой многие виды танков, была разработана новая версия пушки с укороченным затвором и стволом. Снаряд остался тем же, что и у 17-фунтовки, а гильза была позаимствована у боеприпасов трёхдюймовой зенитки. Поэтому унитарные артиллерийские выстрелы для новой пушки не были совместимы с 17-фунтовкой и для предотвращения путаницы при снабжении боеприпасами новый вариант пушки обозначили как «77 mm», несмотря на одинаковый с 17-фунтовкой 76.2-мм калибр. Этой пушкой вооружался танк «Комета».

## Тактико-технические характеристики
- Калибр, мм : 76.2
- Начальная скорость снаряда; калиберным — 884 м/с, подкалиберным — 1204 м/с
- Лафет : с раздвижными станинами и щитовым прикрытием
- Масса, т : 3
- Максимальный угол возвышения, градусов : +16.5
- Минимальный угол склонения, градусов : −6
- Угол горизонтального обстрела, градусов : 60

### бронепробиваемость орудия
QF 17 pounder
| на дистанции (м) под углом 30° | AP (мм) | APCBC (мм) | APDS (мм) |
| 450                            | 118     | 140        | 316       |
| 900                            | 110     | 131        | 300       |
| 1800                           | 89      | 111        | 270       |

77 mm HV
| на дистанции (м) под углом 30° | APCBC (мм) | APDS (мм) |
| 450                            | 120        | 256       |
| 900                            | 110        | 242       |
| 1800                           | 90         | 223       |

AP (armor piercing) - бронебойный
APCBC (armor piercing capped ballistic capped) - бронебойный с бронебойным и баллистическим наконечниками
APDS  (Armour Piercing Discarding Sabot) - бронебойный подкалиберный с отделяющимся поддоном

## См. также

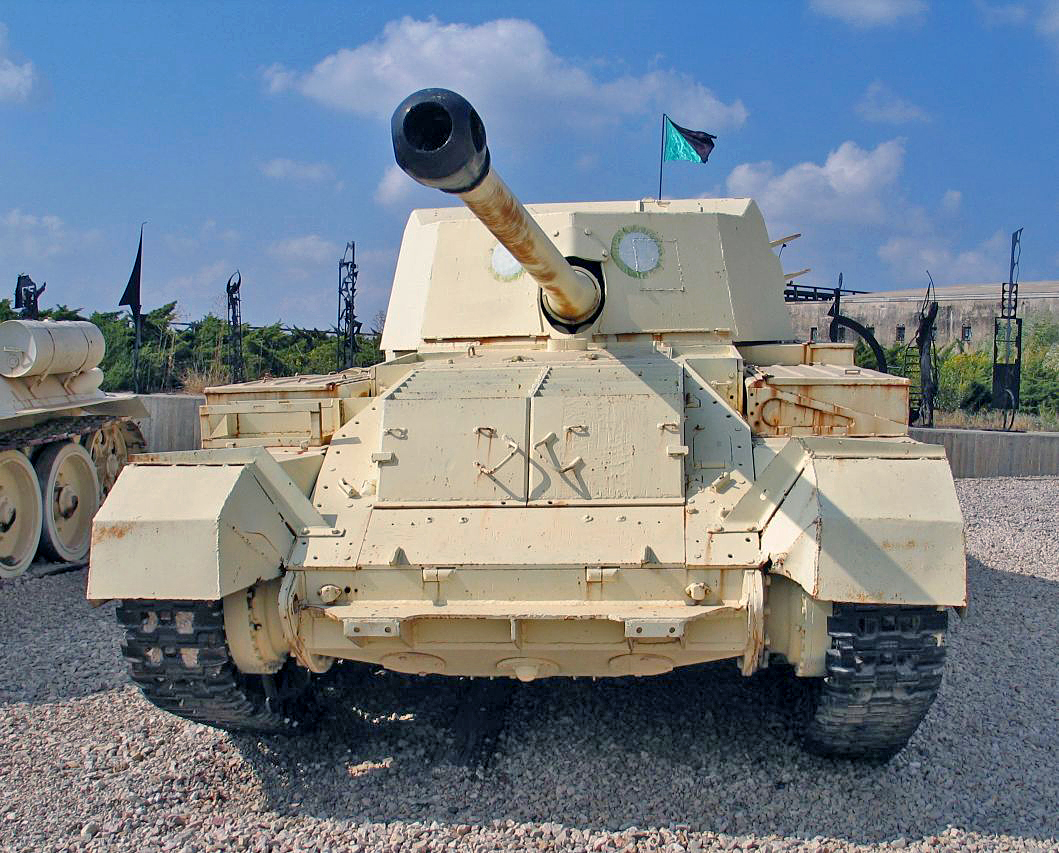
Арчер